# Toshio Matsuura
Toshio Matsuura (n. 20 noiembrie 1955) este un fost fotbalist japonez.

## Statistici
| Japonia | Japonia | Japonia |
| An      | Meciuri | Goluri  |
| ------- | ------- | ------- |
| 1981    | 4       | 1       |
| 1982    | 2       | 0       |
| 1983    | 5       | 0       |
| 1984    | 1       | 0       |
| 1985    | 0       | 0       |
| 1986    | 3       | 1       |
| 1987    | 7       | 4       |
| Total   | 22      | 6       |